# Hullám-részecske kettősség
A fizikában hullám-részecske kettősségnek nevezzük azt a koncepciót, hogy a fény és az anyag mutat mind hullám-, mind részecsketulajdonságokat. Ez a kvantummechanika egyik központi fogalma. Az ötlet az 1600-as éveknek a fény és anyag természetéről folytatott vitáiból eredeztethető, amikor Christiaan Huygens és Isaac Newton egymással versengő fényelméletük elfogadását javasolták. Albert Einstein, Louis de Broglie és mások munkájának köszönhetően ma megalapozott tény, hogy minden objektumnak van hullám- és részecsketermészete is (bár ez a jelenség csak nagyon kis skálán, például az atomokén érzékelhető), és a kvantummechanika átfogó elmélete nyújt megoldást erre a látszólagos paradoxonra.

## Előzményei: hullám vagy részecske

### Huygens és Newton; a fény legkorábbi elméletei
A fény legkorábbi átfogó elméletét Christiaan Huygens terjesztette elő, különösképpen azt demonstrálva, hogyan interferálhatnak a hullámok ezzel hullámfrontot alkotva, ami egyenes vonalként terjed. Az elméletnek azonban voltak nehézségei más téren és hamarosan beárnyékolta Isaac Newton korpuszkuláris fényelmélete. Azaz Newton azt javasolta, hogy a fény kicsiny részecskékből áll, amivel ő könnyedén meg tudta magyarázni a fény visszaverődését. Sokkal bonyolultabban ugyan, de meg tudta magyarázni az optikai lencsén fellépő fénytörést és a fénynek a prizmán keresztüli szivárványra való szétbomlását.
Newton óriási intellektuális formátuma miatt elméletének több, mint egy évszázadon át nem akadt kihívója, Huygens elméleteit pedig csaknem teljesen elfelejtették. A diffrakciónak a 19. század elején történt felfedezésével a hullámelmélet újjászületett, és így a 20. század eljövetelével a hullám- vagy részecskeviselkedés feletti vita már hosszú ideje burjánzott.

### Fresnel, Young és Maxwell
Az 1800-as évek korai időszakában Young és Fresnel tudományos bizonyítékkal szolgált Huygens elméleteihez. Kísérleteik megmutatták, hogy ha a fényt rácson küldjük keresztül, akkor jellegezetes interferencia-mintákat figyelhetünk meg, nagyon hasonlókat azokhoz, amik egy hullámmedencében jelennek meg. A fény hullámhossza az ilyen mintákból kiszámítható. Maxwell az 1800-as évek második felében a fényt elektromágneses hullámok terjedéseként magyarázta egyenletei felállításával. Ezeket az egyenleteket kísérletileg igazolták és Huygens elképzelése széles körben elfogadottá vált.

### Thomson és az elektron
A 19. század zárásakor, az atomelmélet ügye, miszerint az anyag elkülöníthető részecskékből, vagy atomokból áll, jól megalapozott volt.
Az elektromossággal – amiről eleinte azt gondolták, hogy folyadék – kapcsolatban megértették, hogy az elektronokból áll, ahogy azt J.J.Thomson demonstrálta bedolgozva Rutherford munkájába, aki katódsugarak felhasználásával azt kutatta, hogy elektromos töltés hatol át a vákuumon a katódról az anódra. Röviden, kiderült, hogy a természet részecskékből áll. Ugyanakkor a hullámok tulajdonságait is jól ismerték, az olyan jelenségekkel együtt, mint a szórás és az interferencia. A fényt hullámnak gondolták, amint Thomas Young kétréses kísérlete és az olyan jelenségek, mint a Fraunhofer-szórás világosan demonstrálták a fény hullámtermészetét.

## Kvantumelmélet: hullám és részecske

### A kvantummechanika születése
A hullám- vagy részecsketermészethez kapcsolódó zűrzavart a kvantummechanika megszületése és felemelkedése oldotta fel a 20. század első felében, ami végül megmagyarázta a hullám-részecske kettősséget. Ez egyetlen egyesített elméleti keretet biztosított annak megértésére, hogy az anyag mind hullámszerű, mind részecskeszerű módon viselkedhet megfelelő körülmények között. A kvantummechanika állítása szerint minden részecske, legyen az foton, elektron vagy atom, viselkedését egy differenciálegyenlet megoldásai írják le. Ez az egyenlet a nemrelativisztikus esetben a Schrödinger-egyenlet. Az egyenlet megoldásai hullámfüggvény néven ismertek, mivel ők természetüknél fogva hullámszerűek. Szórásban, interferenciában vehetnek részt, elvezetve a megfigyelhető hullámszerű jelenségekhez. Ezentúl a hullámfüggvényt úgy értelmezzük, mint ami leírja annak a valószínűségét, hogy a részecskét a tér egy adott pontjában találjuk. Így ha a részecskét keressük, megtaláljuk a valószínűség-sűrűség eloszlás alapján, amit a hullámfüggvény abszolútértékének négyzete szolgáltat.
A mindennapi életben nem figyelhetjük meg a megszokott méretű tárgyak hullámszerű tulajdonságait, mivel egy emberméretű objektum hullámhossza rendkívül kicsi.

### Einstein és a foton
1905-ben Albert Einstein figyelemreméltó magyarázatát adta a fotoeffektusnak, egy addig zavarba ejtő kísérletnek, amit a fény hullámelmélete nem tudott megmagyarázni. Bevezette a fotont, mint a fény sajátos tulajdonságokkal rendelkező energiakvantumát.
A fotoeffektus során megfigyelték, hogy bizonyos fémekre ejtett fény elektromos áramot hozott létre egy alkalmas elektromos áramkörben. A feltételezés szerint a fény elektronokat ütött ki a fémből, amelyek így "folyni kezdtek" az áramkörben. Ugyanakkor azt is megfigyelték, hogy míg a leggyengébb kék fény elég volt az áram megindításához, a legerősebb vörös fény sem tudta megtenni ugyanezt. A hullámelmélet szerint a fényhullám ereje, azaz amplitúdója a fényerősséggel volt arányos, azaz egy erős fénynek elég erősnek kellett volna lennie az áramkeltéshez. Különös módon ez mégsem így volt.
Einstein a rejtvényt úgy magyarázta, hogy az elektronokat a fémből beeső fotonok ütötték ki, ahol mindegyik foton E energiája a fény f frekvenciájával volt arányos:
{\displaystyle E=hf\ ,}
ahol h a Planck-állandó (6.626 x 10−34 J s). Csak az elég nagy frekvenciájú fotonok (egy bizonyos küszöbérték felett) tudtak a fémből elektronokat kiszabadítani. Például a kék fény igen, a vörös nem. Nagyobb intenzitású fény a küszöbfrekvencia felett több elektront szabadít ki, de a küszöbfrekvencia alatt akármilyen intenzitású fény képtelen erre.
Einstein 1921-ben fizikai Nobel-díjat kapott a fotoeffektus magyarázatáért.

### De Broglie és az anyaghullámok
1924-ben Louis-Victor de Broglie megfogalmazta a de Broglie-hipotézist, amiben azt állította, hogy minden anyagnak van hullámtermészete. Összefüggésbe hozta a λ hullámhosszat a p impulzussal:
{\displaystyle \lambda ={\frac {h}{p}}}
Ez Einstein fentebbi, a fotonra vonatkozó – egyenletének általánosítása, mivel a foton impulzusa p = E / c ahol c a vákuumbeli fénysebesség és λ = c / f.
De Broglie képletét három év múlva igazolták elektronokra (amelyeknek van nyugalmi tömege) két független kísérletben az elektrondiffrakció megfigyelésével. Az Aberdeeni Egyetemen George Paget Thomson elektronnyalábot ejtett vékony fémrétegre és megfigyelte a megjósolt szórásképet. A Bell Laboratóriumokban Clinton Joseph Davisson és Lester Halbert Germer vezette keresztül nyalábját egy kristályrácson.
De Broglie 1929-ben fizikai Nobel-díjat kapott hipotéziséért. Thomson és Davisson 1937-ben kaptak megosztott Nobel-díjat kísérleti munkájukért.

### Nagyobb objektumok hullámtermészete
Hasonló kísérleteket elvégeztek neutronokkal és protonokkal is. Az egyik leghíresebb közülük az Estermann–Stern-kísérlet amelyik 1930-ban hidrogén molekulák és hélium atomok szóródását vizsgálta. Későbbi kísérletek szerzői is mind úgy találták, hogy az atomok és molekulák szintén hullámokként viselkednek.
1999-ben a Bécsi Egyetem kutatói C60-fullerének szórását jelentették. A fullerének meglehetősen nagy, nehéz objektumok, 720 körüli tömegszámmal. A de Broglie hullámhossz 2,5 pikométer volt a kísérletben, miközben a molekula átmérője 1 nanométer, azaz mintegy 400-szor akkora. 2005-ig ez a legnagyobb objektum, aminek a kvantummechanikai hullámtulajadonságait közvetlenül megfigyelték. A kísérlet értelmezése mindazonáltal vitatott, mivel a kísérletiek feltételezték a hullám-részecske dualitást és a de Broglie egyenlet helyességét érvelésükben.
Egy 2012-es bejelentésben kutatók a ftalocianin molekuláinak észlelték a hullámtulajdonságait. Ez a molekula több, mint 100 atomból áll.
Elméletileg tisztázatlan, kísérletileg pedig elérhetetlen, vajon a Planck-tömegnél (egy nagy baktérium tömege) nehezebb objektumoknak van-e de Broglie-hullámhossza. A hullámhossz rövidebb lenne a Planck-hossznál, egy olyan skalárnál, aminél a fizika jelenlegi elméletei érvényüket veszíthetik, vagy helyettesítendők lehetnek általánosabb elméletekkel.

## Alkalmazások
A hullám-részecske kettősséget az elektronmikroszkópia használja ki, ahol az elektron nagyon kis hullámhossza miatt sokkal kisebb tárgyak láthatóvá válnak mint a fénnyel működő optikai mikroszkópban.